# Ряшина, Соломея Демидовна
Соломея Демидовна Ряшина (14 августа 1924 — 26 апреля 2003) — передовик советского машиностроения, электросварщик Красноярского паровозовагоноремонтного завода Министерства путей сообщения СССР, Герой Социалистического Труда (1971).

## Биография
Родилась 14 августа 1924 года в селе Подсопки, Красноярского края, в крестьянской семье. До войны трудоустроилась в местный колхоз имени Куйбышева. 
С 1943 года в Красной армии, служила в зенитных частях. В 1946 году, демобилизовавшись, трудоустроилась на завод светочувствительных материалов «Квант» в Красноярске.  
В 1949 году перешла работать ученицей электросварщика на паровозовагоноремонтный завод. За небольшой период полностью освоила профессию, в дальнейшем стала трудиться с личным клеймом. Она автор ряда инициатив направленных на повышение производительности труда. Была представлена к награждению орденом Ленина (1960 год).
Успешно справилась с заданием восьмой пятилетки, перевыполнив планы.    
Указом Президиума Верховного Совета СССР от 4 мая 1971 года за особые заслуги и высокие производственные достижения в машиностроение Соломее Демидовне Ряшиной было присвоено звание Героя Социалистического Труда с вручением ордена Ленина и золотой медали «Серп и Молот».
Являлась депутатом Красноярского краевого и городского советов депутатов. 
Проживала в Красноярске. Скончалась 26 апреля 2003 года. Похоронена на Бадалыкском кладбище  Красноярска.

## Награды
За трудовые успехи была удостоена:
- золотой звезды «Серп и Молот» (04.05.1971)
- два Ордена Ленина (07.03.1960, 26.04.1971)
- другие медали.

- Почётный гражданин города Красноярска.